# Ivan Kalita (ryttare)
Ivan Kalita (ryska: Иван Александрович Калита), född den 14 januari 1927 i Aleksejevka i Ryssland, död 29 mars 1996, var en sovjetisk ryttare.
Han tog OS-guld i lagtävlingen i dressyr i samband med de olympiska ridsporttävlingarna 1972 i München.